# Samsung Galaxy Alpha
El Samsung Galaxy Alpha es un teléfono inteligente Android producido por Samsung Electronics. Presentado el 13 de agosto de 2014, el dispositivo fue lanzado en septiembre de 2014. Un dispositivo de gama alta, el Galaxy Alpha es el primer teléfono inteligente de Samsung que incorpora un marco metálico, aunque el resto de su apariencia física aún se asemeja a modelos anteriores como el Galaxy S5. También incorpora el nuevo sistema en chip Exynos 5430 de Samsung, que es el primer sistema móvil en chip que utiliza un proceso de fabricación de 20 nanómetros.
El Galaxy Alpha recibió críticas mixtas; aunque elogiado por su construcción y diseño de mayor calidad en comparación con productos anteriores, el dispositivo fue criticado por sus modestas especificaciones en comparación con su contraparte principal, el Galaxy S5, y por tener un precio demasiado alto por lo que consideraban un teléfono inteligente de "gama media".

## Desarrollo
Históricamente, Samsung ha sido criticado por su uso continuo de materiales de policarbonato de baja calidad en sus productos insignia para teléfonos inteligentes, incluso cuando sus competidores han fabricado teléfonos que utilizan plásticos de alta calidad o marcos de aluminio monocasco. A pesar de estos problemas con la calidad de construcción, Samsung todavía se considera el OEM de Android más dominante. Sin embargo, en julio de 2014, la compañía reportó sus ganancias más bajas en más de dos años, y una caída en la cuota de mercado de 32.3% a 25.2% durante el año pasado. La pérdida de participación en el mercado se atribuyó principalmente a la creciente competencia de proveedores como HTC y LG, y también aumentó la competencia en los mercados de gama baja y media de proveedores como Huawei y Motorola (que actualmente está en proceso de ser vendido por Google). a Lenovo).
A principios de junio de 2014, se filtraron imágenes de un próximo teléfono Samsung conocido provisionalmente como el "Galaxy F", que se muestra junto con un Galaxy S5: incorporaba un marco metálico, biseles más finos alrededor de la pantalla que el S5 y supuestamente incluía un quad Pantalla HD, Snapdragon 805 sistema-en-chip, junto con el sensor de frecuencia cardíaca y protección contra agua / polvo del S5. El 18 de junio de 2014, Samsung presentaría una versión LTE Advanced del S5 con una pantalla cuádruple HD, exclusivamente para su lanzamiento en Corea del Sur. Un representante de Samsung declaró que no tenía "planes" de lanzar este dispositivo a nivel mundial.
A finales de julio de 2014, se filtraron más imágenes del dispositivo rumorado, ahora identificado como el "Galaxy Alpha"; el dispositivo representado ahora era un dispositivo de rango medio colocado debajo del S5, que incorporaba un marco metálico, una pantalla de 720p 4.7 in (119 mm) similar al Galaxy S III y ningún almacenamiento expandible. El 31 de julio de 2014, Kim Hyun-joon, vicepresidente senior del negocio móvil de Samsung, les dijo a los inversores que la compañía planeaba lanzar un nuevo dispositivo importante que incorporara "nuevos materiales" para fines de 2014. Los críticos interpretaron su declaración como signos de que la compañía planeaba hacer un teléfono inteligente de metal, pero también podría ser una nueva entrada en la serie Galaxy Note.
El 13 de agosto de 2014, Samsung dio a conocer oficialmente el Galaxy Alpha. El CEO de Samsung Electronics, JK Shin, explicó que el Alpha fue "creado y diseñado en función de los deseos específicos del mercado de consumo". La empresa promocionó que el Galaxy Alpha marcaría un "nuevo enfoque de diseño" para los productos de Samsung, y esos elementos del Alpha podría aparecer en futuros modelos de Samsung.
En diciembre de 2014, se informó que, solo tres meses después de su lanzamiento, Samsung planeaba finalizar la producción del Alpha a favor de su sucesor, el Galaxy A5 de metal de diseño similar, pero con un precio más competitivo, junto con el Galaxy A3 y el A7. La nueva filosofía de diseño de Samsung se vería plenamente reflejada en su buque insignia de 2015, el Galaxy S6, que combinaba un armazón de metal monocasco con un soporte de vidrio.

## Especificaciones
El diseño general del Galaxy Alpha es una evolución del Galaxy S5, que incorpora un marco de metal achaflanado y una cubierta trasera de plástico con hoyuelos. Con un grosor de 6.7 mm (0.26 in) En ese momento, el Galaxy Alpha era el teléfono inteligente más delgado de la compañía.
Los modelos internacionales del Alpha utilizan un octa-core, Exynos 5430 system-on-chip; compuesto por un banco de cuatro núcleos Cortex-A15 de 1,8 GHz y cuatro núcleos Cortex-A7 de 1,3 GHz. El Exynos 5430 es el primer sistema móvil en chip que utiliza un proceso de fabricación HKMG de 20 nanómetros. El modelo internacional fue el primer dispositivo en incorporar el módem XMM7260 de Intel para la categoría 6 de soporte LTE Advanced. Los modelos de EE. UU. Incluyen un procesador Snapdragon 801 a 2,5 GHz; ambos modelos incluirán 2 GB de RAM.
El Galaxy Alpha cuenta con una pantalla PenTile 720p 4.7 pulgadas (120 mm) Super AMOLED, y también incorpora una cámara trasera de 12 megapíxeles, sensores de huella digital y frecuencia cardíaca, y batería removible de 1860 mAh. El dispositivo incluye 32 GB de almacenamiento no expandible, y ejecuta Android 4.4.4 "KitKat", pero se puede actualizar a Android 5.0.2 "Lollipop" con el paquete de software TouchWiz de Samsung.

## Recepción
Mientras alaba la decisión de Samsung de comenzar a fabricar un teléfono inteligente que incorpora metal real en su diseño, los críticos señalaron que a pesar de su apariencia "premium", las especificaciones internas del Galaxy Alpha eran de "gama media" en comparación con el S5, con un énfasis particular en la pantalla más pequeña y de menor resolución del dispositivo, la sustitución de su puerto USB 3.0 por un puerto USB 2.0 y su batería más pequeña. Sin embargo, Ars Technica señaló que la menor resolución de pantalla podría compensar la menor capacidad de la batería del dispositivo, y ExtremeTech también señaló que la batería más pequeña haría el dispositivo más ligero, y la menor resolución de la pantalla podría mejorar la capacidad de respuesta de la distribución de Android de Samsung. En conclusión, ExtremeTech considera que Alpha es una "cobertura contra varias tendencias preocupantes para el mayor fabricante de teléfonos inteligentes del mundo", ya que cree que su construcción más delgada y su diseño de mayor calidad fueron un intento de competir contra el próximo iPhone 6, que presenta características una pantalla de 4.7 pulgadas.
Engadget describió el Galaxy Alpha como el "teléfono más bonito hasta el momento" de Samsung, elogiando su diseño por ser "simple, pero elegante, minimalista pero profuso". Se consideró que su rendimiento general estaba a la altura del Galaxy S5, y su pantalla se describió como "aceptable" para su clase. Sin embargo, el Galaxy Alpha fue criticado por ser demasiado caro para su clase, y concluyó que "la única razón por la que querría elegir esto sobre el Galaxy S5, que está disponible por un precio similar, es que prefiera un tamaño más pequeño o más construcción sólida. Pero incluso entonces, este diseño no es una sola vez, podrá obtener el mismo ajuste y terminar en el Note 4 y Note Edge (aunque con pantallas más grandes)."